# Campeonato Gaúcho 2007
In 2007 werd het 87ste Campeonato Gaúcho gespeeld voor voetbalclubs uit de Braziliaanse staat Rio Grande do Sul. De competitie werd gespeeld van 20 januari tot 6 mei. Grêmio werd kampioen.

## Eerste fase

### Groep 1
| Plaats | Club            | Wed. | W  | G | V  | Saldo | Ptn. |
| ------ | --------------- | ---- | -- | - | -- | ----- | ---- |
| 1.     | Juventude       | 16   | 10 | 2 | 4  | 28:16 | 32   |
| 2.     | Ulbra           | 16   | 9  | 4 | 3  | 27:17 | 31   |
| 3.     | Veranópolis     | 16   | 7  | 4 | 5  | 30:22 | 25   |
| 4.     | Internacional   | 16   | 7  | 4 | 5  | 15:16 | 25   |
| 5.     | Guarany de Bagé | 16   | 6  | 6 | 4  | 19:21 | 24   |
| 6.     | Novo Hamburgo   | 16   | 6  | 5 | 5  | 27:21 | 23   |
| 7.     | Santa Cruz      | 16   | 4  | 7 | 5  | 22:20 | 19   |
| 8.     | Glória          | 16   | 2  | 4 | 10 | 18:26 | 10   |
| 9.     | Gaúcho          | 16   | 1  | 4 | 11 | 9:36  | 7    |

|  | Gekwalificeerd voor tweede fase |
|  | Degradatie                      |

### Groep 2
| Plaats | Club              | Wed. | W  | G | V | Saldo | Ptn. |
| ------ | ----------------- | ---- | -- | - | - | ----- | ---- |
| 1.     | Grêmio            | 16   | 13 | 1 | 2 | 41:12 | 40   |
| 2.     | Esportivo         | 16   | 7  | 4 | 5 | 20:20 | 25   |
| 3.     | Caxias            | 16   | 7  | 3 | 6 | 21:17 | 24   |
| 4.     | Brasil de Pelotas | 16   | 5  | 6 | 5 | 23:26 | 21   |
| 5.     | 15 de Novembro    | 16   | 5  | 5 | 6 | 19:22 | 20   |
| 6.     | São José          | 16   | 5  | 4 | 7 | 18:17 | 19   |
| 7.     | São Luiz          | 16   | 4  | 5 | 7 | 26:33 | 17   |
| 8.     | Guarani           | 16   | 4  | 5 | 7 | 20:29 | 17   |
| 9.     | Grêmio São José   | 16   | 4  | 3 | 9 | 17:29 | 15   |

|  | Gekwalificeerd voor tweede fase |
|  | Degradatie                      |

## Tweede fase
|  | Halve finale | Halve finale | Halve finale |   |           | Finale | Finale | Finale |
|  |              |              |              |   |           |        |        |        |
|  | Veranópolis  | 0            | 1            |   |           |        |        |        |
|  | Juventude    | 2            | 2            |   |           |        |        |        |
|  | Juventude    | 2            | 2            |   | Juventude | 3      | 1      |        |
|  |              |              |              |   | Juventude | 3      | 1      |        |
|  |              | Grêmio       | 3            | 4 |           |        |        |        |
|  | Caxias       | Grêmio       | 3            | 4 | 3         | 0      |        |        |
|  | Caxias       |              |              |   | 3         | 0      |        |        |
|  | Grêmio       | 0            | 4            |   |           |        |        |        |

## Kampioen
| Campeonato Gaúcho de 2007   |
| Rio Grande do Sul           |
| --------------------------- |
| GRÊMIO Kampioen (35° titel) |